# Buigny-Saint-Maclou
Buigny-Saint-Maclou là một xã ở tỉnh Somme, vùng Hauts-de-France, Pháp.

## Địa lý
Thị trấn này tọa lạc trên tuyến đường N1, 4 dặm Anh về phía bắc của Abbeville.
Sân bay Abbeville nằm ở xã này.

## Dân số
| 1962                                                           | 1968 | 1975 | 1982 | 1990 | 1999 |
| -------------------------------------------------------------- | ---- | ---- | ---- | ---- | ---- |
| 318                                                            | 335  | 292  | 467  | 548  | 523  |
| Số liệu điều tra dân số từ năm 1962, dân số không tính hai lần |      |      |      |      |      |